# (6826) Lavoisier
(6826) Lavoisier est un astéroïde de la ceinture principale.

## Description
(6826) Lavoisier est un astéroïde de la ceinture principale. Il est découvert par Eric Walter Elst le 26 septembre 1980 à La Silla. Il présente une orbite caractérisée par un demi-grand axe de 2,901 UA, une excentricité de 0,0313 et une inclinaison de 3,494° par rapport à l'écliptique.
Il est nommé en hommage à Antoine Lavoisier, chimiste, philosophe et économiste, père de la chimie moderne, guillotiné à Paris le 8 mai 1794.

## Compléments